# David Groh
David Lawrence Groh (21 de mayo de 1939 – 12 de febrero de 2008) fue un actor estadounidense, conocido principalmente por su interpretación de Joe Gerard en la serie televisiva de la década de 1970 Rhoda, actuando junto a Valerie Harper.

## Biografía

### Primeros años
Nacido en el barrio de Brooklyn, en Nueva York, sus padres eran Mildred y Benjamin Groh. Tenía una hermana, Marilyn. Groh studio en la Brooklyn Technical High School y en la Universidad Brown de Providence, donde formó parte de la sociedad Phi Beta Kappa y se graduó en literatura en lengua inglesa.
Groh actuó con el American Shakespeare Theatre, viajando después a Gran Bretaña, donde cursó estudios en la London Academy of Music and Dramatic Art con una beca del Programa Fulbright. Posteriormente, entre 1963 y 1964, sirvió en el Ejército de los Estados Unidos. A su vuelta a Nueva York estudió en el Actors Studio, debutando en la televisión en 1966 con la serie Dark Shadows, producción de la ABC.

## Carrera
Sin embargo, no consiguió la fama hasta participar en la serie Rhoda, sitcom en la que interpretaba a Joe Gerard, el propietario de una empresa neoyorquina de demolición casado con Rhoda Morgenstern, la mejor amiga de Mary Richards, personaje protagonista del show de la CBS The Mary Tyler Moore Show. Rhoda se estrenó el 9 de septiembre de 1974, casándose Joe y Rhoda en el séptimo episodio. La cadena dio una gran publicidad anticipada al casamiento, y el episodio fue un éxito de audiencia, con unos cincuenta millones de espectadores, lo cual lo convirtió en uno de los programas más vistos de la televisión.
En la temporada tercera, sin embargo, la pareja se separaba y, más tarde, se divorciaba. Aunque Groh hubo de salir del show, ambos intérpretes mantuvieron la amistad a lo largo de toda su vida. A pesar de este cambio, los índices de audiencia no mejoraron, y Rhoda finalmente fue cancelada en el otoño de 1978. Groh protagonizó entonces una serie propia, Another Day, con una breve trayectoria, trabajando posteriormente como actor teatral en el circuito de Broadway, debutando con la obra de Neil Simon Chapter Two.
Desde 1983 a 1985 Groh fue D.L. Brock en el serial televisivo de la ABC General Hospital, dejando el programa para actuar en la obra teatral Off Broadway Be Happy for Me (1986). El crítico teatral de The New York Times Frank Rich alabó el papel de Groh. Otros de sus papeles en la escena neoyorquina son los que llevó a cabo en Road Show (1987) y The Twilight of the Golds (1993).
Para la televisión, Groh hizo actuaciones como artista invitado en series como Buck Rogers in the 25th Century,  L.A. Law, Baywatch, Law & Order, Murder, She Wrote, Melrose Place, The X-Files, y JAG. De su carrera cinematográfica merecen mencionarse sus trabajos en Victory at Entebbe (1976), Get Shorty (1995), y varios filmes de carácter independiente.

### Vida personal
Groh fue un importante coleccionista de muebles antiguos y de arte folclórico, gran parte del cual mantenía en una segunda residencia en Connecticut. Sin embargo, su domicilio habitual lo tenía en Santa Mónica (California), donde vivió con su tercera esposa, Kristin, y su hijo Spencer.
David Groh falleció en 2008 a causa de un cáncer de riñón en un hospital de Los Ángeles, California. Tenía 68 años de edad.